# Skalná Alpa (národní přírodní rezervace)
Skalná Alpa je zrušená národní přírodní rezervace v katastrálních územích obcí Liptovská Osada a Ľubochňa v okrese Ružomberok v Žilinském kraji na Slovensku. Chráněné území bylo vyhlášeno v roce 1964 a jeho rozloha byla 524,55 hektaru. Předmětem ochrany byl komplex zachovalých lesních společenstev montánního vegetačního stupně a kosodřeviny subalpínského stupně. Rezervace byla zrušena k 1. lednu 2024 a její území se stalo součástí zón národního parku Velká Fatra. Oblast se nachází v okolí hory Skalná Alpa.

## Přístup
- zelená turistická značená trasa 5600 (prochází bývalou NPR)
- modrá turistická značená trasa 2705 (končí na hranici bývalé NPR)
- žlutá turistická značená trasa 8602 (prochází severním okrajem bývalé NPR)
- žlutá turistická značená trasa 86030 (prochází jižním okrajem bývalé NPR)

## Galerie

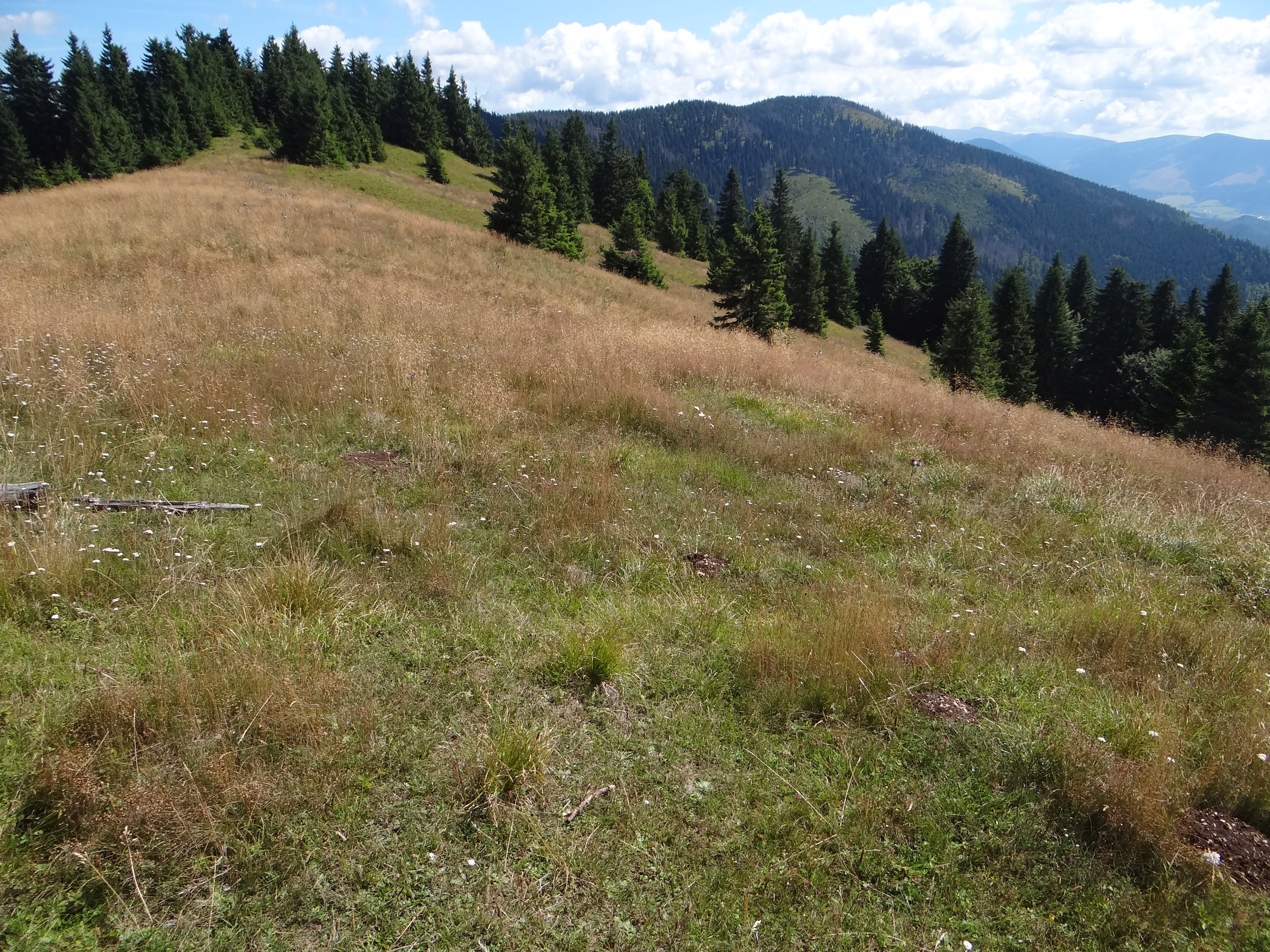
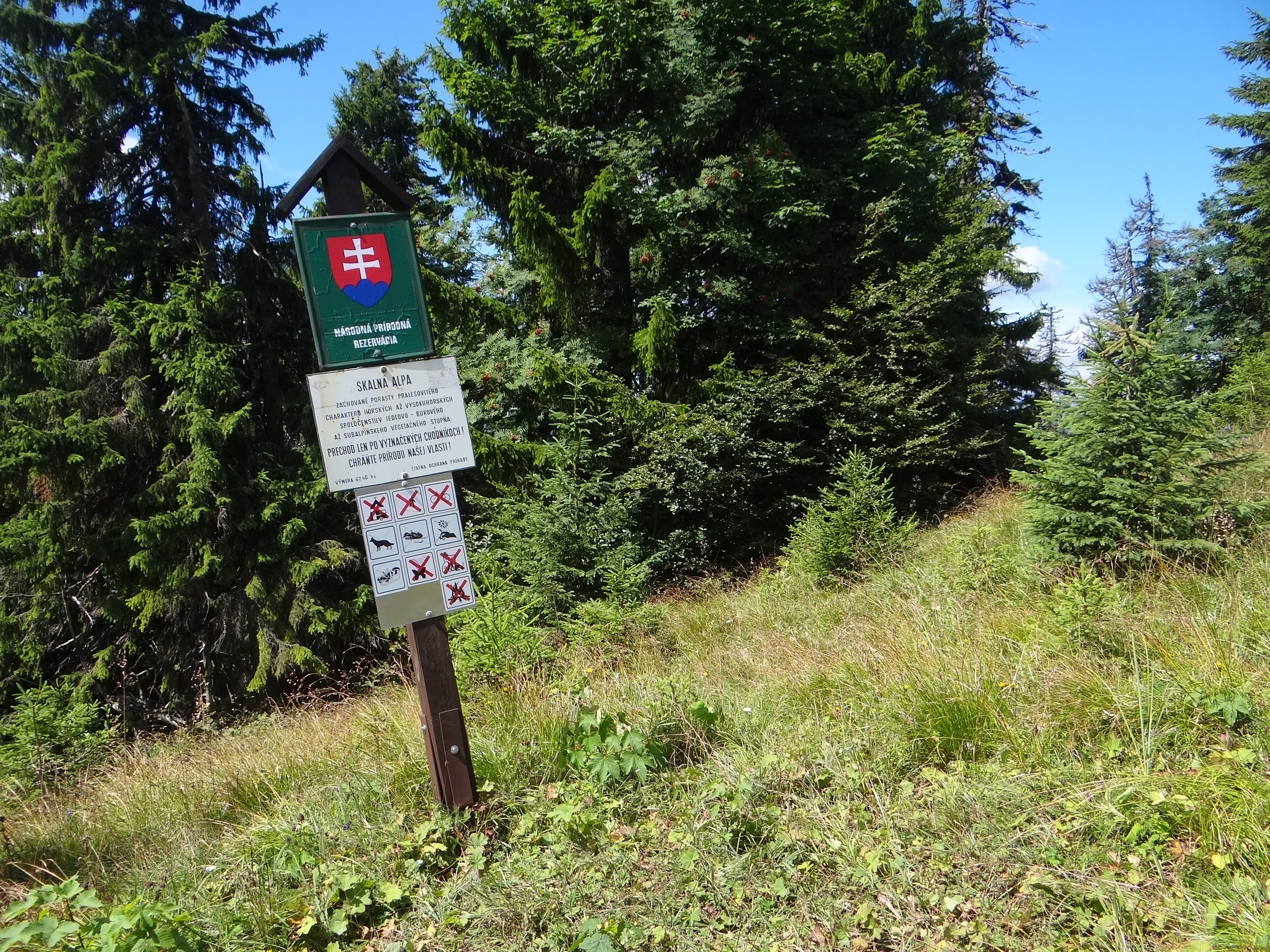
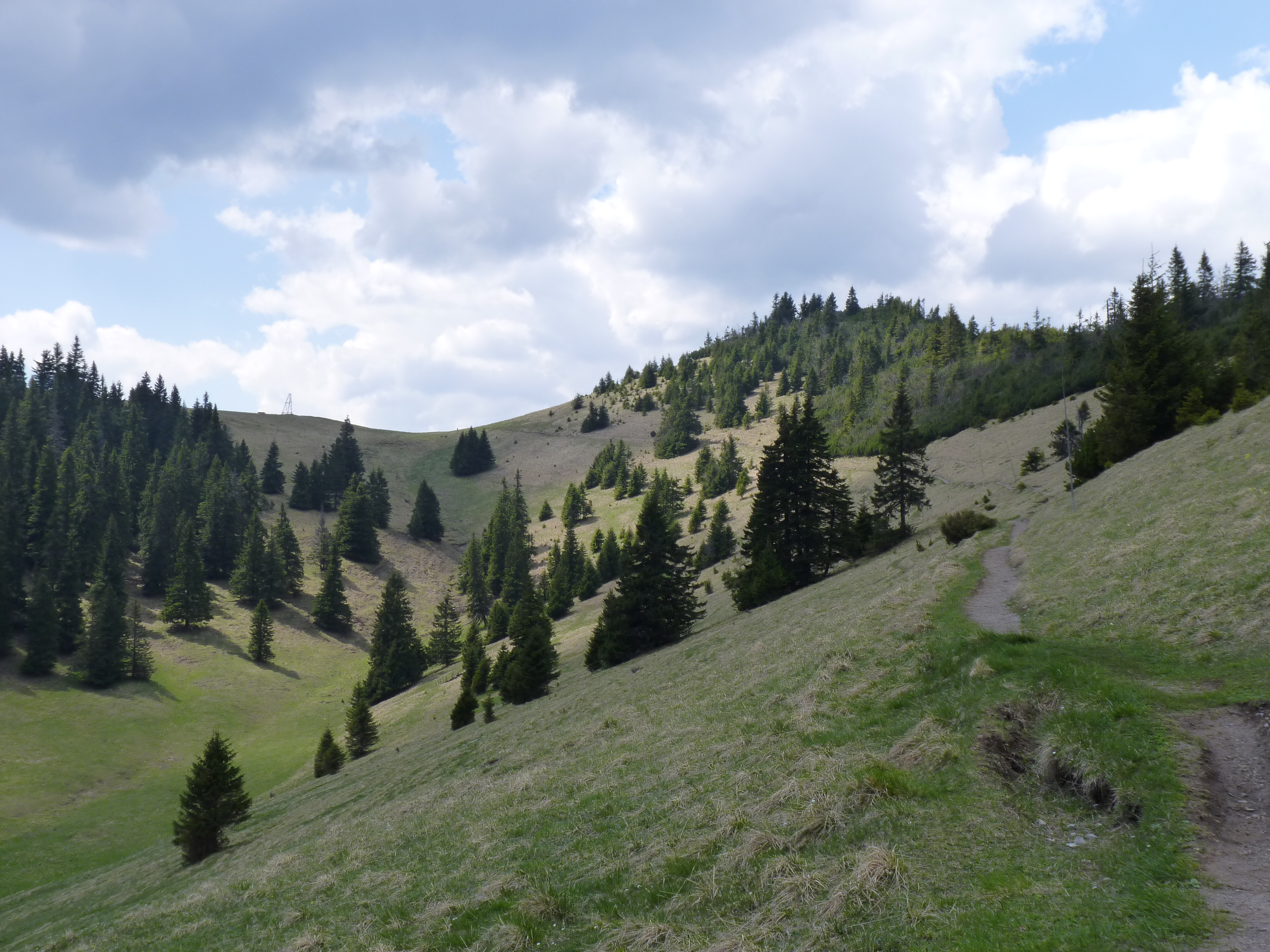
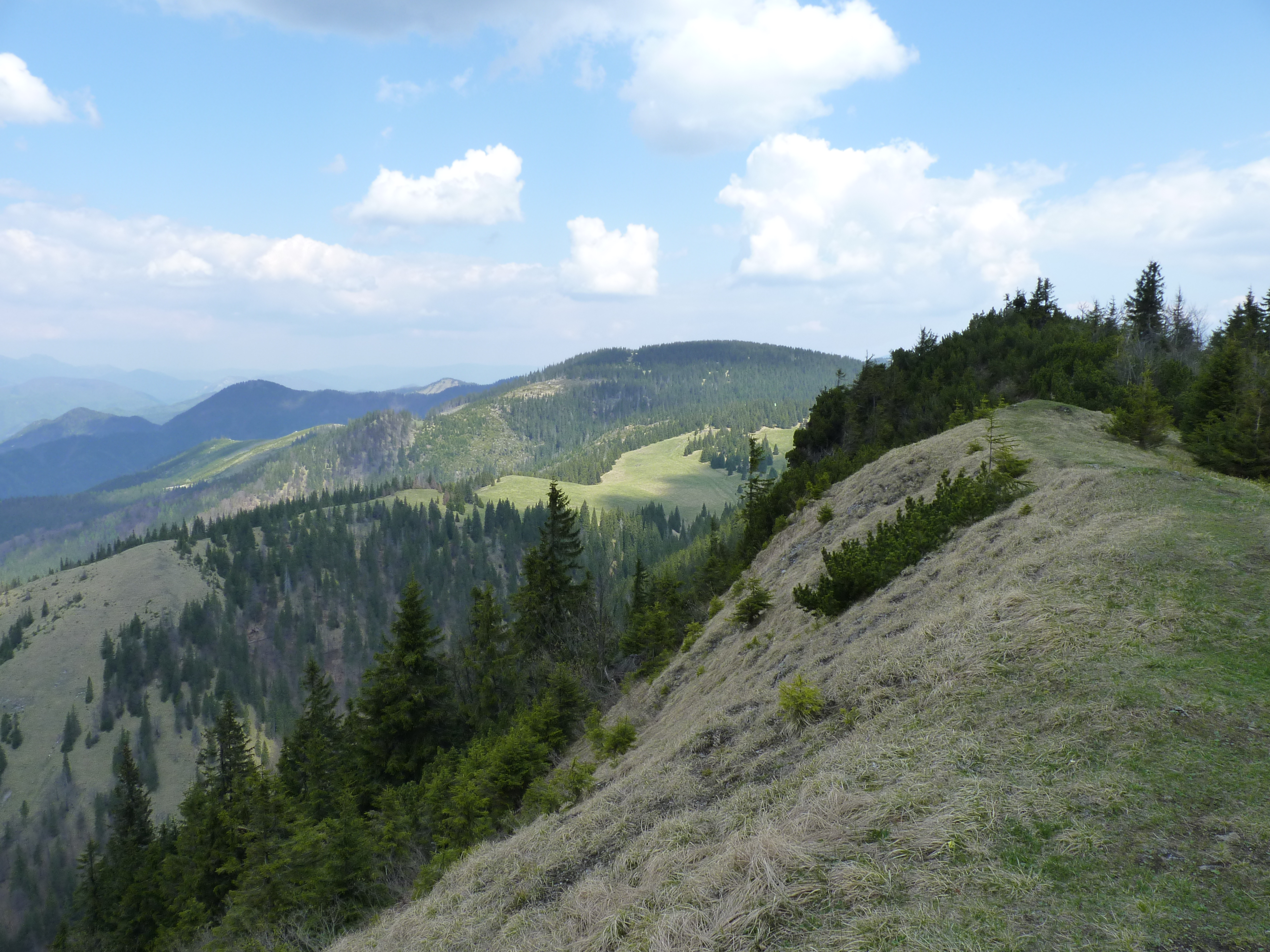
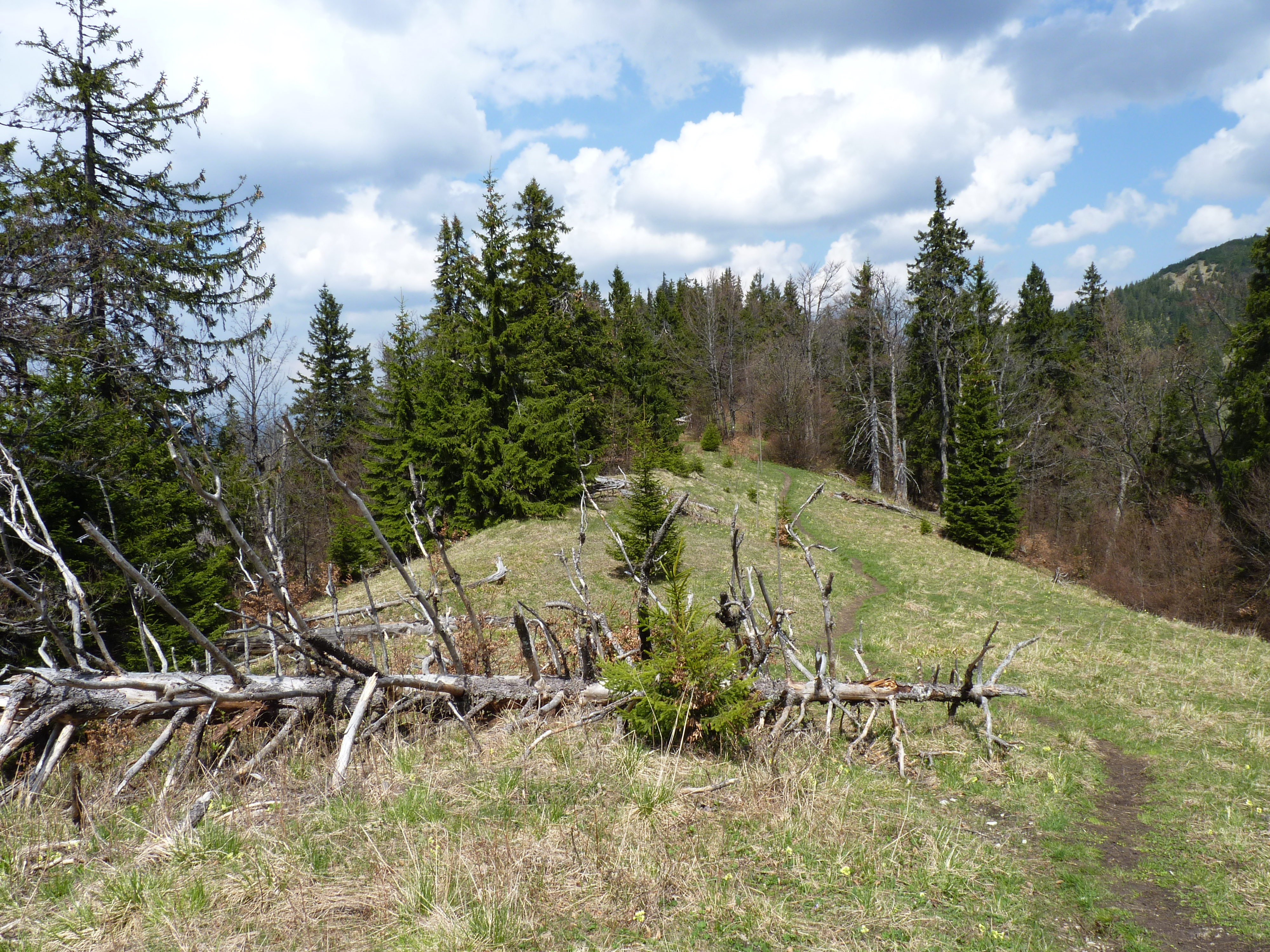